# Tour des Émirats arabes unis féminin 2025
Pour la course masculine, voir Tour des Émirats arabes unis 2025.
La 3e édition du Tour des Émirats arabes unis féminin a lieu du 6 au 9 février 2025. C'est la troisième épreuve de l'UCI World Tour féminin 2025.

## Équipes
| UCI Women's WorldTeams (15)- UAE Team ADQ - Liv AlUla Jayco - Canyon//SRAM zondacrypto - Human Powered Health - AG Insurance-Soudal Team - Movistar Team - Team Picnic PostNL - Uno-X Mobility - Team SD Worx-Protime - Fenix-Deceuninck - FDJ-Suez - Ceratizit Pro Cycling Team - Roland - Lidl-Trek - Team Visma \| Lease a Bike UCI Women's ProTeams (4)- EF Education-Oatly - Laboral Kutxa-Fundación Euskadi - Cofidis Women Team - St Michel-Preference Home-Auber93 |
| |

## Étapes
| Étape     | Date   | Villes étapes         | type              | Distance (km) | Vainqueur d'étape    | Leader du classement général |
| --------- | ------ | --------------------- | ----------------- | ------------- | -------------------- | ---------------------------- |
| 1re étape | 6 fév. | Dubaï – Dubaï         | étape de plaine   | 149           | Lorena Wiebes        | Lorena Wiebes                |
| 2e étape  | 7 fév. | Al Dhafra – Al Mirfa  | étape de plaine   | 111           | Lorena Wiebes        | Lorena Wiebes                |
| 3e étape  | 8 fév. | Al-Aïn – Jebel Hafeet | étape de montagne | 152           | Elisa Longo Borghini | Elisa Longo Borghini         |
| 4e étape  | 9 fév. | Abou Dabi – Abou Dabi | étape de plaine   | 127           | Lorena Wiebes        | Elisa Longo Borghini         |

## Déroulement de la course

### 1reétape
| \| Classement de l'étape \| Classement de l'étape \| Classement de l'étape \| Classement de l'étape \| Classement de l'étape \| \| Coureur \| Coureur \| Pays \| Équipe \| Temps \| \| --------------------- \| --------------------- \| --------------------- \| -------------------------- \| --------------------- \| \| 1re \| Lorena Wiebes \| Pays-Bas \| SD Worx-Protime \| 3 h 57 min 37 s \| \| 2e \| Charlotte Kool \| Pays-Bas \| Team Picnic PostNL \| + 0 s \| \| 3e \| Nienke Veenhoven \| Pays-Bas \| Team Visma \\| Lease a Bike \| + 0 s \| \| 4e \| Mia Griffin \| Irlande \| Roland \| + 0 s \| \| 5e \| Rachele Barbieri \| Italie \| Team Picnic PostNL \| + 0 s \| \| 6e \| Gladys Verhulst \| France \| AG Insurance-Soudal Team \| + 0 s \| \| 7e \| Sofie van Rooijen \| Pays-Bas \| UAE Team ADQ \| + 0 s \| \| 8e \| Sara Fiorin \| Italie \| Ceratizit Pro Cycling Team \| + 0 s \| \| 9e \| Lara Gillespie \| Irlande \| UAE Team ADQ \| + 0 s \| \| 10e \| Kathrin Schweinberger \| Autriche \| Human Powered Health \| + 0 s \| |                       |          |                            |                 |
| |                       |          |                            |                 |
| |                       |          |                            |                 |
| Classement de l'étape |                       |          |                            |                 |
| Coureur | Coureur               | Pays     | Équipe                     | Temps           |
| 1re | Lorena Wiebes         | Pays-Bas | SD Worx-Protime            | 3 h 57 min 37 s |
| 2e | Charlotte Kool        | Pays-Bas | Team Picnic PostNL         | + 0 s           |
| 3e | Nienke Veenhoven      | Pays-Bas | Team Visma \| Lease a Bike | + 0 s           |
| 4e | Mia Griffin           | Irlande  | Roland                     | + 0 s           |
| 5e | Rachele Barbieri      | Italie   | Team Picnic PostNL         | + 0 s           |
| 6e | Gladys Verhulst       | France   | AG Insurance-Soudal Team   | + 0 s           |
| 7e | Sofie van Rooijen     | Pays-Bas | UAE Team ADQ               | + 0 s           |
| 8e | Sara Fiorin           | Italie   | Ceratizit Pro Cycling Team | + 0 s           |
| 9e | Lara Gillespie        | Irlande  | UAE Team ADQ               | + 0 s           |
| 10e | Kathrin Schweinberger | Autriche | Human Powered Health       | + 0 s           |

| \| Classement général \| Classement général \| Classement général \| Classement général \| Classement général \| \| Coureur \| Coureur \| Pays \| Équipe \| Temps \| \| ------------------ \| ------------------ \| ------------------ \| ------------------------------- \| ------------------ \| \| 1re \| Lorena Wiebes \| Pays-Bas \| SD Worx-Protime \| 3 h 57 min 27 s \| \| 2e \| Charlotte Kool \| Pays-Bas \| Team Picnic PostNL \| + 4 s \| \| 3e \| Nienke Veenhoven \| Pays-Bas \| Team Visma \\| Lease a Bike \| + 6 s \| \| 4e \| Christina Tonetti \| Italie \| Laboral Kutxa-Fundación Euskadi \| + 6 s \| \| 5e \| Sylvie Swinkels \| Pays-Bas \| Roland \| + 6 s \| \| 6e \| Linda Laporta \| Italie \| Bepink-Imatra-Bongioanni \| + 6 s \| \| 7e \| Mia Griffin \| Irlande \| Roland \| + 10 s \| \| 8e \| Rachele Barbieri \| Italie \| Team Picnic PostNL \| + 10 s \| \| 9e \| Gladys Verhulst \| France \| AG Insurance-Soudal Team \| + 10 s \| \| 10e \| Sofie van Rooijen \| Pays-Bas \| UAE Team ADQ \| + 10 s \| |                   |          |                                 |                 |
| |                   |          |                                 |                 |
| |                   |          |                                 |                 |
| Classement général |                   |          |                                 |                 |
| Coureur | Coureur           | Pays     | Équipe                          | Temps           |
| 1re | Lorena Wiebes     | Pays-Bas | SD Worx-Protime                 | 3 h 57 min 27 s |
| 2e | Charlotte Kool    | Pays-Bas | Team Picnic PostNL              | + 4 s           |
| 3e | Nienke Veenhoven  | Pays-Bas | Team Visma \| Lease a Bike      | + 6 s           |
| 4e | Christina Tonetti | Italie   | Laboral Kutxa-Fundación Euskadi | + 6 s           |
| 5e | Sylvie Swinkels   | Pays-Bas | Roland                          | + 6 s           |
| 6e | Linda Laporta     | Italie   | Bepink-Imatra-Bongioanni        | + 6 s           |
| 7e | Mia Griffin       | Irlande  | Roland                          | + 10 s          |
| 8e | Rachele Barbieri  | Italie   | Team Picnic PostNL              | + 10 s          |
| 9e | Gladys Verhulst   | France   | AG Insurance-Soudal Team        | + 10 s          |
| 10e | Sofie van Rooijen | Pays-Bas | UAE Team ADQ                    | + 10 s          |

### 2eétape
| \| Classement de l'étape \| Classement de l'étape \| Classement de l'étape \| Classement de l'étape \| Classement de l'étape \| \| Coureur \| Coureur \| Pays \| Équipe \| Temps \| \| --------------------- \| ------------------------- \| --------------------- \| -------------------------- \| --------------------- \| \| 1re \| Lorena Wiebes \| Pays-Bas \| SD Worx-Protime \| 2 h 17 min 35 s \| \| 2e \| Lily Williams \| États-Unis \| Human Powered Health \| + 0 s \| \| 3e \| Lara Gillespie \| Irlande \| UAE Team ADQ \| + 0 s \| \| 4e \| Elisa Longo Borghini \| Italie \| UAE Team ADQ \| + 0 s \| \| 5e \| Karlijn Swinkels \| Pays-Bas \| UAE Team ADQ \| + 6 s \| \| 6e \| Marta Lach \| Pologne \| SD Worx-Protime \| + 1 min 26 s \| \| 7e \| Chiara Consonni \| Italie \| Canyon//SRAM zondacrypto \| + 1 min 26 s \| \| 8e \| Mylène de Zoete \| Pays-Bas \| Ceratizit Pro Cycling Team \| + 1 min 26 s \| \| 9e \| Maria Giulia Confalonieri \| Italie \| Uno-X Mobility \| + 1 min 26 s \| \| 10e \| Pauline Ferrand-Prévot \| France \| Team Visma \\| Lease a Bike \| + 1 min 26 s \| |                           |            |                            |                 |
| |                           |            |                            |                 |
| |                           |            |                            |                 |
| Classement de l'étape |                           |            |                            |                 |
| Coureur | Coureur                   | Pays       | Équipe                     | Temps           |
| 1re | Lorena Wiebes             | Pays-Bas   | SD Worx-Protime            | 2 h 17 min 35 s |
| 2e | Lily Williams             | États-Unis | Human Powered Health       | + 0 s           |
| 3e | Lara Gillespie            | Irlande    | UAE Team ADQ               | + 0 s           |
| 4e | Elisa Longo Borghini      | Italie     | UAE Team ADQ               | + 0 s           |
| 5e | Karlijn Swinkels          | Pays-Bas   | UAE Team ADQ               | + 6 s           |
| 6e | Marta Lach                | Pologne    | SD Worx-Protime            | + 1 min 26 s    |
| 7e | Chiara Consonni           | Italie     | Canyon//SRAM zondacrypto   | + 1 min 26 s    |
| 8e | Mylène de Zoete           | Pays-Bas   | Ceratizit Pro Cycling Team | + 1 min 26 s    |
| 9e | Maria Giulia Confalonieri | Italie     | Uno-X Mobility             | + 1 min 26 s    |
| 10e | Pauline Ferrand-Prévot    | France     | Team Visma \| Lease a Bike | + 1 min 26 s    |

| \| Classement général \| Classement général \| Classement général \| Classement général \| Classement général \| \| Coureur \| Coureur \| Pays \| Équipe \| Temps \| \| ------------------ \| ---------------------------- \| ------------------ \| ---------------------------------- \| ------------------ \| \| 1re \| Lorena Wiebes \| Pays-Bas \| SD Worx-Protime \| 6 h 14 min 52 s \| \| 2e \| Lara Gillespie \| Irlande \| UAE Team ADQ \| + 13 s \| \| 3e \| Lily Williams \| États-Unis \| Human Powered Health \| + 14 s \| \| 4e \| Elisa Longo Borghini \| Italie \| UAE Team ADQ \| + 16 s \| \| 5e \| Karlijn Swinkels \| Pays-Bas \| UAE Team ADQ \| + 21 s \| \| 6e \| Pauline Ferrand-Prévot \| France \| Team Visma \\| Lease a Bike \| + 1 min 46 s \| \| 7e \| Mylène de Zoete \| Pays-Bas \| Ceratizit Pro Cycling Team \| + 1 min 46 s \| \| 8e \| Chiara Consonni \| Italie \| Canyon//SRAM zondacrypto \| + 1 min 46 s \| \| 9e \| Alicia González \| Espagne \| St Michel-Preference Home-Auber 93 \| + 1 min 46 s \| \| 10e \| Kimberley Le Court de Billot \| Maurice \| AG Insurance-Soudal Team \| + 1 min 46 s \| |                              |            |                                    |                 |
| |                              |            |                                    |                 |
| |                              |            |                                    |                 |
| Classement général |                              |            |                                    |                 |
| Coureur | Coureur                      | Pays       | Équipe                             | Temps           |
| 1re | Lorena Wiebes                | Pays-Bas   | SD Worx-Protime                    | 6 h 14 min 52 s |
| 2e | Lara Gillespie               | Irlande    | UAE Team ADQ                       | + 13 s          |
| 3e | Lily Williams                | États-Unis | Human Powered Health               | + 14 s          |
| 4e | Elisa Longo Borghini         | Italie     | UAE Team ADQ                       | + 16 s          |
| 5e | Karlijn Swinkels             | Pays-Bas   | UAE Team ADQ                       | + 21 s          |
| 6e | Pauline Ferrand-Prévot       | France     | Team Visma \| Lease a Bike         | + 1 min 46 s    |
| 7e | Mylène de Zoete              | Pays-Bas   | Ceratizit Pro Cycling Team         | + 1 min 46 s    |
| 8e | Chiara Consonni              | Italie     | Canyon//SRAM zondacrypto           | + 1 min 46 s    |
| 9e | Alicia González              | Espagne    | St Michel-Preference Home-Auber 93 | + 1 min 46 s    |
| 10e | Kimberley Le Court de Billot | Maurice    | AG Insurance-Soudal Team           | + 1 min 46 s    |

### 3eétape
| \| Classement de l'étape \| Classement de l'étape \| Classement de l'étape \| Classement de l'étape \| Classement de l'étape \| \| Coureur \| Coureur \| Pays \| Équipe \| Temps \| \| --------------------- \| ---------------------------- \| --------------------- \| -------------------------- \| --------------------- \| \| 1re \| Elisa Longo Borghini \| Italie \| UAE Team ADQ \| 3 h 56 min 31 s \| \| 2e \| Silvia Persico \| Italie \| UAE Team ADQ \| + 35 s \| \| 3e \| Kimberley Le Court de Billot \| Maurice \| AG Insurance-Soudal Team \| + 35 s \| \| 4e \| Monica Trinca Colonel \| Italie \| Liv AlUla Jayco \| + 38 s \| \| 5e \| Barbara Malcotti \| Italie \| Human Powered Health \| + 38 s \| \| 6e \| Antonia Niedermaier \| Allemagne \| Canyon//SRAM zondacrypto \| + 43 s \| \| 7e \| Dilyxine Miermont \| France \| Ceratizit Pro Cycling Team \| + 1 min 29 s \| \| 8e \| Nienke Vinke \| Pays-Bas \| Team Picnic PostNL \| + 1 min 30 s \| \| 9e \| Petra Stiasny \| Suisse \| Roland \| + 1 min 38 s \| \| 10e \| Mavi García \| Espagne \| Liv AlUla Jayco \| + 1 min 50 s \| |                              |           |                            |                 |
| |                              |           |                            |                 |
| |                              |           |                            |                 |
| Classement de l'étape |                              |           |                            |                 |
| Coureur | Coureur                      | Pays      | Équipe                     | Temps           |
| 1re | Elisa Longo Borghini         | Italie    | UAE Team ADQ               | 3 h 56 min 31 s |
| 2e | Silvia Persico               | Italie    | UAE Team ADQ               | + 35 s          |
| 3e | Kimberley Le Court de Billot | Maurice   | AG Insurance-Soudal Team   | + 35 s          |
| 4e | Monica Trinca Colonel        | Italie    | Liv AlUla Jayco            | + 38 s          |
| 5e | Barbara Malcotti             | Italie    | Human Powered Health       | + 38 s          |
| 6e | Antonia Niedermaier          | Allemagne | Canyon//SRAM zondacrypto   | + 43 s          |
| 7e | Dilyxine Miermont            | France    | Ceratizit Pro Cycling Team | + 1 min 29 s    |
| 8e | Nienke Vinke                 | Pays-Bas  | Team Picnic PostNL         | + 1 min 30 s    |
| 9e | Petra Stiasny                | Suisse    | Roland                     | + 1 min 38 s    |
| 10e | Mavi García                  | Espagne   | Liv AlUla Jayco            | + 1 min 50 s    |

| \| Classement général \| Classement général \| Classement général \| Classement général \| Classement général \| \| Coureur \| Coureur \| Pays \| Équipe \| Temps \| \| ------------------ \| ---------------------------- \| ------------------ \| ------------------------ \| ------------------ \| \| 1re \| Elisa Longo Borghini \| Italie \| UAE Team ADQ \| 10 h 11 min 29 s \| \| 2e \| Silvia Persico \| Italie \| UAE Team ADQ \| + 2 min 09 s \| \| 3e \| Kimberley Le Court de Billot \| Maurice \| AG Insurance-Soudal Team \| + 2 min 11 s \| \| 4e \| Monica Trinca Colonel \| Italie \| Liv AlUla Jayco \| + 2 min 18 s \| \| 5e \| Karlijn Swinkels \| Pays-Bas \| UAE Team ADQ \| + 3 min 02 s \| \| 6e \| Barbara Malcotti \| Italie \| Human Powered Health \| + 3 min 10 s \| \| 7e \| Antonia Niedermaier \| Allemagne \| Canyon//SRAM zondacrypto \| + 3 min 15 s \| \| 8e \| Katrine Aalerud \| Norvège \| Uno-X Mobility \| + 3 min 34 s \| \| 9e \| Mareille Meijering \| Pays-Bas \| Movistar Team \| + 3 min 40 s \| \| 10e \| Pfeiffer Georgi \| Royaume-Uni \| Team Picnic PostNL \| + 3 min 42 s \| |                              |             |                          |                  |
| |                              |             |                          |                  |
| |                              |             |                          |                  |
| Classement général |                              |             |                          |                  |
| Coureur | Coureur                      | Pays        | Équipe                   | Temps            |
| 1re | Elisa Longo Borghini         | Italie      | UAE Team ADQ             | 10 h 11 min 29 s |
| 2e | Silvia Persico               | Italie      | UAE Team ADQ             | + 2 min 09 s     |
| 3e | Kimberley Le Court de Billot | Maurice     | AG Insurance-Soudal Team | + 2 min 11 s     |
| 4e | Monica Trinca Colonel        | Italie      | Liv AlUla Jayco          | + 2 min 18 s     |
| 5e | Karlijn Swinkels             | Pays-Bas    | UAE Team ADQ             | + 3 min 02 s     |
| 6e | Barbara Malcotti             | Italie      | Human Powered Health     | + 3 min 10 s     |
| 7e | Antonia Niedermaier          | Allemagne   | Canyon//SRAM zondacrypto | + 3 min 15 s     |
| 8e | Katrine Aalerud              | Norvège     | Uno-X Mobility           | + 3 min 34 s     |
| 9e | Mareille Meijering           | Pays-Bas    | Movistar Team            | + 3 min 40 s     |
| 10e | Pfeiffer Georgi              | Royaume-Uni | Team Picnic PostNL       | + 3 min 42 s     |

### 4eétape
| \| Classement de l'étape \| Classement de l'étape \| Classement de l'étape \| Classement de l'étape \| Classement de l'étape \| \| Coureur \| Coureur \| Pays \| Équipe \| Temps \| \| --------------------- \| --------------------- \| --------------------- \| ------------------------------- \| --------------------- \| \| 1re \| Lorena Wiebes \| Pays-Bas \| SD Worx-Protime \| 3 h 03 min 28 s \| \| 2e \| Sara Fiorin \| Italie \| Ceratizit Pro Cycling Team \| + 0 s \| \| 3e \| Amalie Dideriksen \| Danemark \| Cofidis \| + 0 s \| \| 4e \| Silvia Zanardi \| Italie \| Human Powered Health \| + 0 s \| \| 5e \| Gladys Verhulst \| France \| AG Insurance-Soudal Team \| + 0 s \| \| 6e \| Martina Fidanza \| Italie \| Team Visma \\| Lease a Bike \| + 0 s \| \| 7e \| Anniina Ahtosalo \| Finlande \| Uno-X Mobility \| + 0 s \| \| 8e \| Franziska Brauße \| Allemagne \| Ceratizit Pro Cycling Team \| + 0 s \| \| 9e \| Lara Gillespie \| Irlande \| UAE Team ADQ \| + 0 s \| \| 10e \| Alba Teruel \| Espagne \| Laboral Kutxa-Fundación Euskadi \| + 0 s \| |                   |           |                                 |                 |
| |                   |           |                                 |                 |
| |                   |           |                                 |                 |
| Classement de l'étape |                   |           |                                 |                 |
| Coureur | Coureur           | Pays      | Équipe                          | Temps           |
| 1re | Lorena Wiebes     | Pays-Bas  | SD Worx-Protime                 | 3 h 03 min 28 s |
| 2e | Sara Fiorin       | Italie    | Ceratizit Pro Cycling Team      | + 0 s           |
| 3e | Amalie Dideriksen | Danemark  | Cofidis                         | + 0 s           |
| 4e | Silvia Zanardi    | Italie    | Human Powered Health            | + 0 s           |
| 5e | Gladys Verhulst   | France    | AG Insurance-Soudal Team        | + 0 s           |
| 6e | Martina Fidanza   | Italie    | Team Visma \| Lease a Bike      | + 0 s           |
| 7e | Anniina Ahtosalo  | Finlande  | Uno-X Mobility                  | + 0 s           |
| 8e | Franziska Brauße  | Allemagne | Ceratizit Pro Cycling Team      | + 0 s           |
| 9e | Lara Gillespie    | Irlande   | UAE Team ADQ                    | + 0 s           |
| 10e | Alba Teruel       | Espagne   | Laboral Kutxa-Fundación Euskadi | + 0 s           |

## Classements finals

### Classement général final
| \| Classement général \| Classement général \| Classement général \| Classement général \| Classement général \| \| Coureuse \| Coureuse \| Pays \| Équipe \| Temps \| \| ------------------ \| ---------------------------- \| ------------------ \| ------------------------ \| ------------------ \| \| 1re \| Elisa Longo Borghini \| Italie \| UAE Team ADQ \| 13 h 14 min 57 s \| \| 2e \| Silvia Persico \| Italie \| UAE Team ADQ \| + 2 min 06 s \| \| 3e \| Kimberley Le Court de Billot \| Maurice \| AG Insurance-Soudal Team \| + 2 min 08 s \| \| 4e \| Monica Trinca Colonel \| Italie \| Liv AlUla Jayco \| + 2 min 18 s \| \| 5e \| Karlijn Swinkels \| Pays-Bas \| UAE Team ADQ \| + 3 min 02 s \| \| 6e \| Barbara Malcotti \| Italie \| Human Powered Health \| + 3 min 10 s \| \| 7e \| Antonia Niedermaier \| Allemagne \| Canyon//SRAM zondacrypto \| + 3 min 15 s \| \| 8e \| Katrine Aalerud \| Norvège \| Uno-X Mobility \| + 3 min 34 s \| \| 9e \| Mareille Meijering \| Pays-Bas \| Movistar Team \| + 3 min 40 s \| \| 10e \| Pfeiffer Georgi \| Royaume-Uni \| Team Picnic PostNL \| + 3 min 42 s \| |                              |             |                          |                  |
| |                              |             |                          |                  |
| Source : ProCyclingStats |                              |             |                          |                  |
| Classement général |                              |             |                          |                  |
| Coureuse | Coureuse                     | Pays        | Équipe                   | Temps            |
| 1re | Elisa Longo Borghini         | Italie      | UAE Team ADQ             | 13 h 14 min 57 s |
| 2e | Silvia Persico               | Italie      | UAE Team ADQ             | + 2 min 06 s     |
| 3e | Kimberley Le Court de Billot | Maurice     | AG Insurance-Soudal Team | + 2 min 08 s     |
| 4e | Monica Trinca Colonel        | Italie      | Liv AlUla Jayco          | + 2 min 18 s     |
| 5e | Karlijn Swinkels             | Pays-Bas    | UAE Team ADQ             | + 3 min 02 s     |
| 6e | Barbara Malcotti             | Italie      | Human Powered Health     | + 3 min 10 s     |
| 7e | Antonia Niedermaier          | Allemagne   | Canyon//SRAM zondacrypto | + 3 min 15 s     |
| 8e | Katrine Aalerud              | Norvège     | Uno-X Mobility           | + 3 min 34 s     |
| 9e | Mareille Meijering           | Pays-Bas    | Movistar Team            | + 3 min 40 s     |
| 10e | Pfeiffer Georgi              | Royaume-Uni | Team Picnic PostNL       | + 3 min 42 s     |

### Points UCI
| Position                  | 1er | 2e  | 3e  | 4e  | 5e  | 6e  | 7e  | 8e  | 9e | 10e | 11e | 12e | 13e | 14e | 15e | 16e à 20e | 21e à 30e | 31e à 40e |  |  |
| Classement général        | 400 | 320 | 260 | 220 | 180 | 140 | 120 | 100 | 80 | 68  | 56  | 48  | 40  | 32  | 28  | 24        | 16        | 8         |  |  |
| Étapes et demi-étapes     | 50  | 40  | 30  | 25  | 20  | 18  | 15  | 10  | 8  | 6   |     |     |     |     |     |           |           |           |  |  |
| Port du maillot de leader | 8   |     |     |     |     |     |     |     |    |     |     |     |     |     |     |           |           |           |  |  |

### Classements annexes
| Classement par points | Classement par points | Classement par points | Classement par points | Classement par points |
| Coureuse              | Coureuse              | Pays                  | Équipe                | Points                |
| --------------------- | --------------------- | --------------------- | --------------------- | --------------------- |
| 1re                   | Lorena Wiebes         | Pays-Bas              | SD Worx-Protime       | 60 pts                |
| 2e                    | Elisa Longo Borghini  | Italie                | UAE Team ADQ          | 42 pts                |
| 3e                    | Lara Gillespie        | Irlande               | UAE Team ADQ          | 35 pts                |
| 4e                    | Silvia Persico        | Italie                | UAE Team ADQ          | 25 pts                |
| 5e                    | Karlijn Swinkels      | Pays-Bas              | UAE Team ADQ          | 20 pts                |

| Classement par points | Classement par points | Classement par points | Classement par points | Classement par points |
| Coureuse              | Coureuse              | Pays                  | Équipe                | Points                |
| --------------------- | --------------------- | --------------------- | --------------------- | --------------------- |
| 1re                   | Lorena Wiebes         | Pays-Bas              | SD Worx-Protime       | 60 pts                |
| 2e                    | Elisa Longo Borghini  | Italie                | UAE Team ADQ          | 42 pts                |
| 3e                    | Lara Gillespie        | Irlande               | UAE Team ADQ          | 35 pts                |
| 4e                    | Silvia Persico        | Italie                | UAE Team ADQ          | 25 pts                |
| 5e                    | Karlijn Swinkels      | Pays-Bas              | UAE Team ADQ          | 20 pts                |

| Classement du meilleur jeune | Classement du meilleur jeune | Classement du meilleur jeune | Classement du meilleur jeune | Classement du meilleur jeune |
| Coureuse                     | Coureuse                     | Pays                         | Équipe                       | Temps                        |
| ---------------------------- | ---------------------------- | ---------------------------- | ---------------------------- | ---------------------------- |
| 1re                          | Antonia Niedermaier          | Allemagne                    | Canyon//SRAM zondacrypto     | 13 h 18 min 12 s             |
| 2e                           | Nienke Vinke                 | Pays-Bas                     | Team Picnic PostNL           | + 47 s                       |
| 3e                           | Flora Perkins                | Royaume-Uni                  | Fenix-Deceuninck             | + 5 min 49 s                 |
| 4e                           | Lucia Ruiz Pérez             | Espagne                      | Movistar Team                | + 6 min 23 s                 |
| 5e                           | Julie De Wilde               | Belgique                     | Fenix-Deceuninck             | + 6 min 50 s                 |

| Classement du meilleur jeune | Classement du meilleur jeune | Classement du meilleur jeune | Classement du meilleur jeune | Classement du meilleur jeune |
| Coureuse                     | Coureuse                     | Pays                         | Équipe                       | Temps                        |
| ---------------------------- | ---------------------------- | ---------------------------- | ---------------------------- | ---------------------------- |
| 1re                          | Antonia Niedermaier          | Allemagne                    | Canyon//SRAM zondacrypto     | 13 h 18 min 12 s             |
| 2e                           | Nienke Vinke                 | Pays-Bas                     | Team Picnic PostNL           | + 47 s                       |
| 3e                           | Flora Perkins                | Royaume-Uni                  | Fenix-Deceuninck             | + 5 min 49 s                 |
| 4e                           | Lucia Ruiz Pérez             | Espagne                      | Movistar Team                | + 6 min 23 s                 |
| 5e                           | Julie De Wilde               | Belgique                     | Fenix-Deceuninck             | + 6 min 50 s                 |

| Classement des sprints | Classement des sprints | Classement des sprints | Classement des sprints | Classement des sprints |
| Coureuse               | Coureuse               | Pays                   | Équipe                 | Points                 |
| ---------------------- | ---------------------- | ---------------------- | ---------------------- | ---------------------- |

| Classement des sprints | Classement des sprints | Classement des sprints | Classement des sprints | Classement des sprints |
| Coureuse               | Coureuse               | Pays                   | Équipe                 | Points                 |
| ---------------------- | ---------------------- | ---------------------- | ---------------------- | ---------------------- |

| Classement par équipes | Classement par équipes   | Classement par équipes | Classement par équipes |
| Équipe                 | Équipe                   | Pays                   | Temps                  |
| ---------------------- | ------------------------ | ---------------------- | ---------------------- |
| 1re                    | UAE Team ADQ             | Émirats arabes unis    | 39 h 49 min 01 s       |
| 2e                     | Liv AlUla Jayco          | Australie              | + 12 min 27 s          |
| 3e                     | Canyon//SRAM zondacrypto | Allemagne              | + 13 min 10 s          |
| 4e                     | Human Powered Health     | États-Unis             | + 16 min 32 s          |
| 5e                     | AG Insurance-Soudal Team | Belgique               | + 16 min 40 s          |

| Classement par équipes | Classement par équipes   | Classement par équipes | Classement par équipes |
| Équipe                 | Équipe                   | Pays                   | Temps                  |
| ---------------------- | ------------------------ | ---------------------- | ---------------------- |
| 1re                    | UAE Team ADQ             | Émirats arabes unis    | 39 h 49 min 01 s       |
| 2e                     | Liv AlUla Jayco          | Australie              | + 12 min 27 s          |
| 3e                     | Canyon//SRAM zondacrypto | Allemagne              | + 13 min 10 s          |
| 4e                     | Human Powered Health     | États-Unis             | + 16 min 32 s          |
| 5e                     | AG Insurance-Soudal Team | Belgique               | + 16 min 40 s          |

## Évolution des classements
| Étape | Vainqueur            | Classement général   | Classement par points | Classement des sprints | Classement du meilleur jeune | Classement par équipe |
| ----- | -------------------- | -------------------- | --------------------- | ---------------------- | ---------------------------- | --------------------- |
| 1     | Lorena Wiebes        | Lorena Wiebes        | Lorena Wiebes         | Cristina Tonetti       | Nienke Veenhoven             | Human Powered Health  |
| 2     | Lorena Wiebes        | Lorena Wiebes        | Lorena Wiebes         | Karlijn Swinkels       | Julie De Wilde               | UAE Team ADQ          |
| 3     | Elisa Longo Borghini | Elisa Longo Borghini | Elisa Longo Borghini  | Lara Gillespie         | Antonia Niedermaier          | UAE Team ADQ          |
| 4     | Lorena Wiebes        | Elisa Longo Borghini | Lorena Wiebes         | Lara Gillespie         | Antonia Niedermaier          | UAE Team ADQ          |
| Final | Final                | Elisa Longo Borghini | Lorena Wiebes         | Lara Gillespie         | Antonia Niedermaier          | UAE Team ADQ          |

## Liste des participantes
| Légende                          | Légende | Légende                                | Légende                                                                                              |
| -------------------------------- | --- | -------------------------------------- | --- |
| Num                              | Dossard de départ porté par la coureuse sur ce Tour des Émirats arabes unis                                   | Pos                                    | Position finale au classement général                                                                |
| Leader du classement général     | Indique la vainqueur du classement général                                                                    | Leader du classement par points        | Indique la vainqueur du classement par points                                                        |
| Leader du classement des sprints | Indique la vainqueur du classement des sprints                                                                | Leader du classement du meilleur jeune | Indique la vainqueur du classement de la meilleure jeune                                             |
|                                  | Indique un maillot de champion national ou mondial, suivi de sa spécialité                                    | #                                      | Indique la meilleure équipe                                                                          |
| NP                               | Indique une coureuse qui n'a pas pris le départ d'une étape, suivi du numéro de l'étape où elle s'est retirée | AB                                     | Indique une coureuse qui n'a pas terminé une étape, suivi du numéro de l'étape où elle s'est retirée |
| HD                               | Indique un coureuse qui a terminé une étape hors des délais, suivi du numéro de l'étape                       | DSQ                                    | Indique un coureur qui a été disqualifié de la course, suivi du numéro de l'étape                    |
| *                                | Indique un coureuse en lice pour le classement de la meilleure jeune (coureuses nées après le )               |                                        | |